# Yuuko Matsutani
Yuuko Matsutani (松谷祐子?, Matsutani Yuuko; Tokyo, 25 luglio 1959) è una doppiatrice e cantante giapponese.
È principalmente nota come cantante di numerose delle sigle musicali della serie televisiva anime Lamù, fra cui Lum no Love Song, Uchū wa taihen da! e Ai wa Boomerang. Come doppiatrice ha lavorato per alcune serie della Pierrot come Lamù, Maison Ikkoku e Chikkun Takkun.
Successivamente ha completamente abbandonato le scene e si è ritirata a vita privata.